# Franciszek Jop

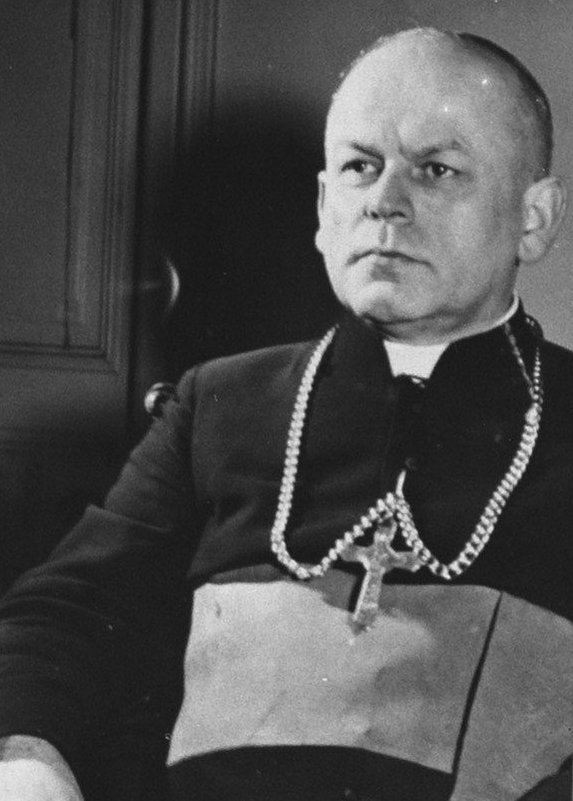
Bischof Franciszek Jop (1956)

Franciszek Jop (* 8. Oktober 1897 in Stara Słupia, Polen; † 24. September 1976 in Oppeln) war Bischof von Opole (deutsch Oppeln).

## Leben
Der Sohn von Jan und Rozalia Jop besuchte die russische Schule in Warschau und trat im Juni 1914 in das Priesterseminar in Sandomierz ein. 1919 ging er zum Studium des Kirchenrechts an die Päpstliche Universität Gregoriana nach Rom. Am 29. August 1920 empfing er in der Kathedrale von Sandomierz durch Bischof Marian Józef Ryx das Sakrament der Priesterweihe. Er schloss seine Studien in Rom ab und promovierte am 17. Juli 1922. Im Herbst desselben Jahres wurde er Professor am Priesterseminar in Sandomierz.
Am 24. Oktober 1945 ernannte ihn Papst Pius XII. zum Weihbischof in Sandomierz und gleichzeitig zum Titularbischof von Daulia. Die Bischofsweihe spendete ihm am 19. Mai 1946 Jan Kanty Lorek, der Bischof von Sandomierz; Mitkonsekratoren waren Czesław Kaczmarek, Bischof von Kielce, und Franciszek Sonik, Weihbischof in Kielce.
Papst Pius XII. ernannte Franciszek Jop zum Apostolischen Administrator von Oppeln. Die staatlichen Behörden verhinderten aber seine Amtsausübung. Er wurde am 13. Dezember 1952 Domkapitular in Krakau und konnte dann Ende Dezember 1956 in Oppeln sein Administratorenamt wahrnehmen. Am 25. Mai 1967 ernannte ihn Papst Paul VI. zum Weihbischof in Breslau. Am 28. Juni 1972 wurde er erster Bischof der von Papst Paul VI. neu errichteten Diözese Opole in der Kirchenprovinz Breslau.
Seine letzte Ruhestätte fand er in der Krypta der Heiligkreuz-Kathedrale von Oppeln.